# Jean-Joseph Parel Despeyrut de La Chatonie
Jean Joseph Parel Despeyrut de La Chatonie est un homme politique français né le 1er janvier 1755 à Treignac en Limousin et mort le 16 juillet 1843 au château de Forsac à Benayes (Corrèze).

## Biographie
Militaire de carrière, il est conseiller général et député de la Corrèze de 1820 à 1830, siégeant alternativement avec la majorité soutenant les gouvernements de la Restauration et les ultra-royalistes.
Son père, Joseph Parel Despeyrut seigneur de la Chatonie et de la Gane, était le 18 avril 1772 chevalier de l'ordre de Saint-Louis, chef de brigade au corps royal de l'artillerie et habitait Trignac en Limousin. Jean-Joseph est dit seigneur de la Chatonie dès le 8 mai 1785 (cf. baux notariés sous ces dates).

## Sources
- « Jean-Joseph Parel Despeyrut de La Chatonie », dans Adolphe Robert et Gaston Cougny, Dictionnaire des parlementaires français, Edgar Bourloton, 1889-1891 [détail de l’édition]